# Plaça de les Cols (Vilanova i la Geltrú)
La Plaça de les Cols és una plaça de Vilanova i la Geltrú (el Garraf), la qual és coneguda també com a plaça de les Verdures.

## Història
Des del 1732 (en què s'hi traslladaren les pageses que venien verdures, procedents de la Plaça Nova -actual carrer de Sant Pere-) i fins al 1935 (que s'inaugurà el mercat municipal) s'hi celebraven la fira i el mercat setmanal. Entre 1939 i 1978 va dur el nom de plaça d'Espanya.